# Frite de patate douce

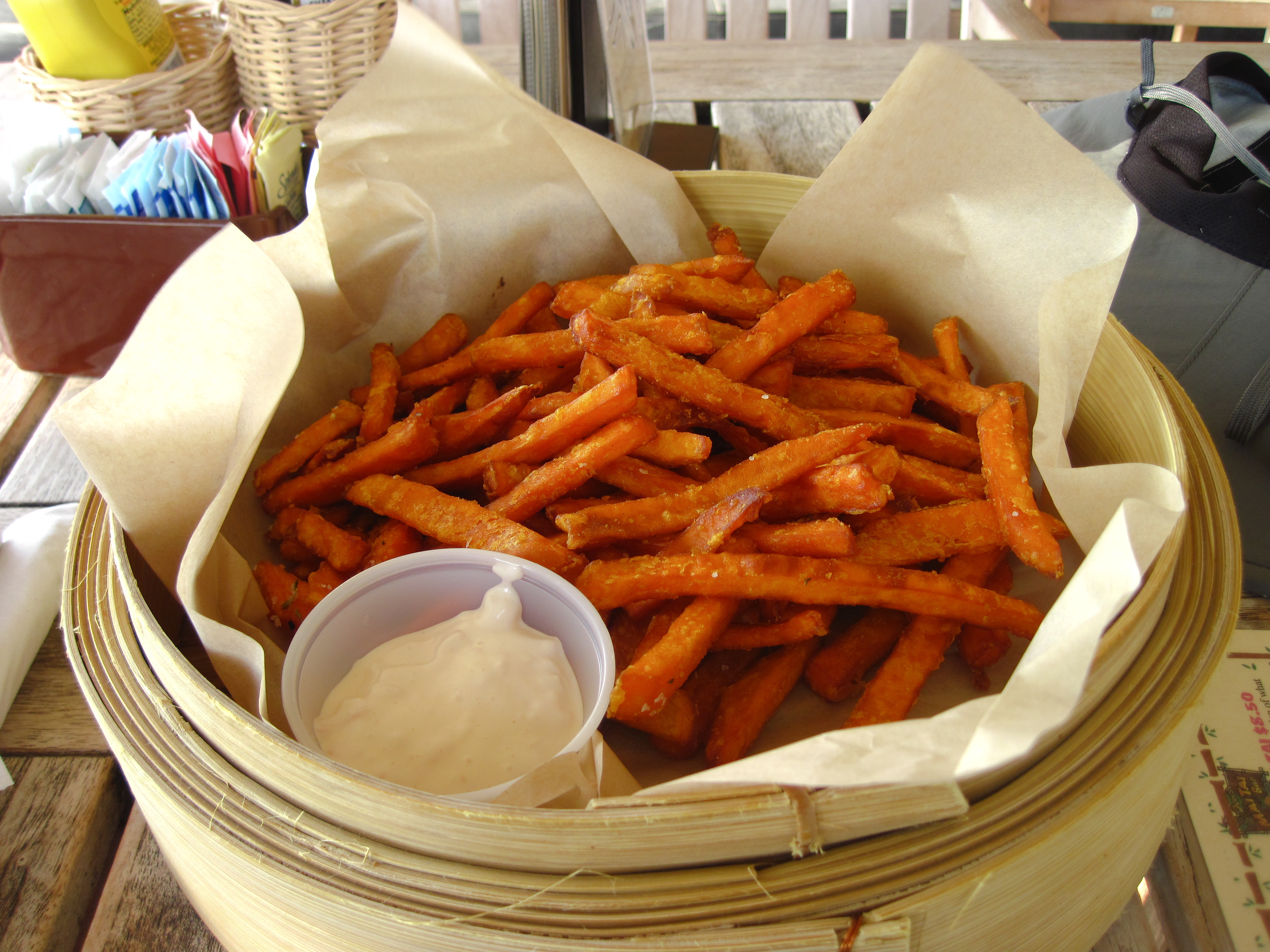
Frites de patates douces accompagnées d'une sauce.

Les frites de patates douces sont des bâtonnets de patates douces cuites par friture dans une graisse animale ou une huile végétale.